# David Hestenes

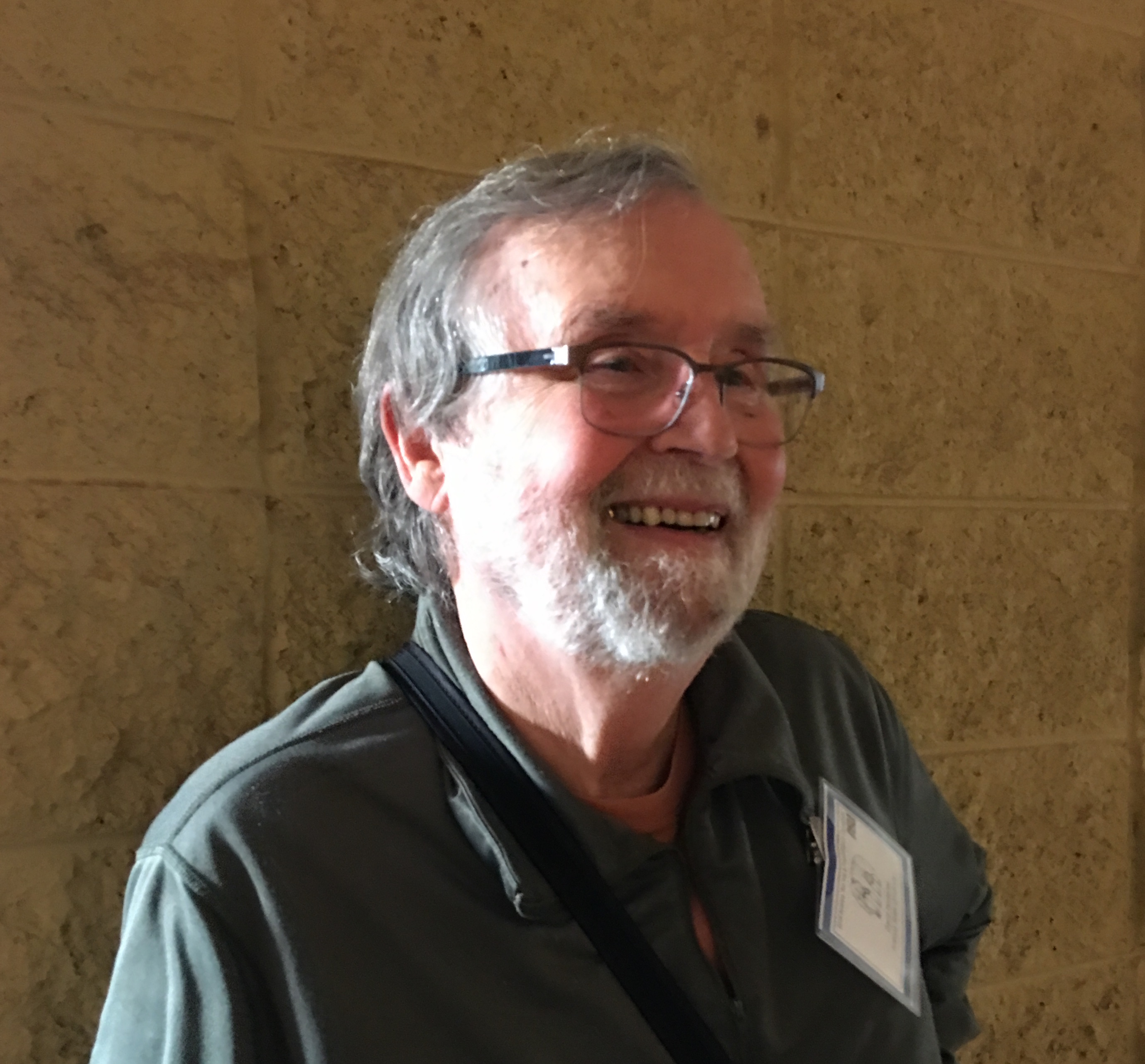
David Hestenes

David Orlin Hestenes (* 1933) ist ein US-amerikanischer Physiker.
Hestenes wurde 1963 an der University of California, Los Angeles (UCLA) promoviert und war 30 Jahre Professor an der Arizona State University, wo er heute emeritiert ist.
Hestenes ist bekannt für sein Programm der geometrischen Algebra (Clifford-Algebra), mit der er eine Neuformulierung der Darstellung der theoretischen Physik populär machen will.
Von 1976 bis 1979 war er Mitherausgeber des American Journal of Physics. 1995 wurde er Fellow der American Physical Society. 2002 erhielt er die Oersted Medal.
Er ist der Sohn von Magnus Hestenes.

## Schriften
- New Foundations of classical mechanics. 2. Auflage. Springer, 1999, ISBN 0-7923-5514-8 (1. Aufl: Reidel Publishing (1986)).
- mit David Sobczyk: Clifford algebras to geometric calculus: a unified language for mathematics and physics. Reidel Publishing, Boston, Dordrecht 1984, ISBN 90-277-1673-0.
- Space-Time Algebra. 2. Auflage. Springer, 2015, ISBN 978-3-319-18412-8 (1. Aufl.: Gordon and Breach (1966)).
- mit Antonio Weingartshofer (Hrsg.): The Electron - New theory and experiment. Kluwer, 1991, ISBN 0-7923-1356-9.